# Revolax

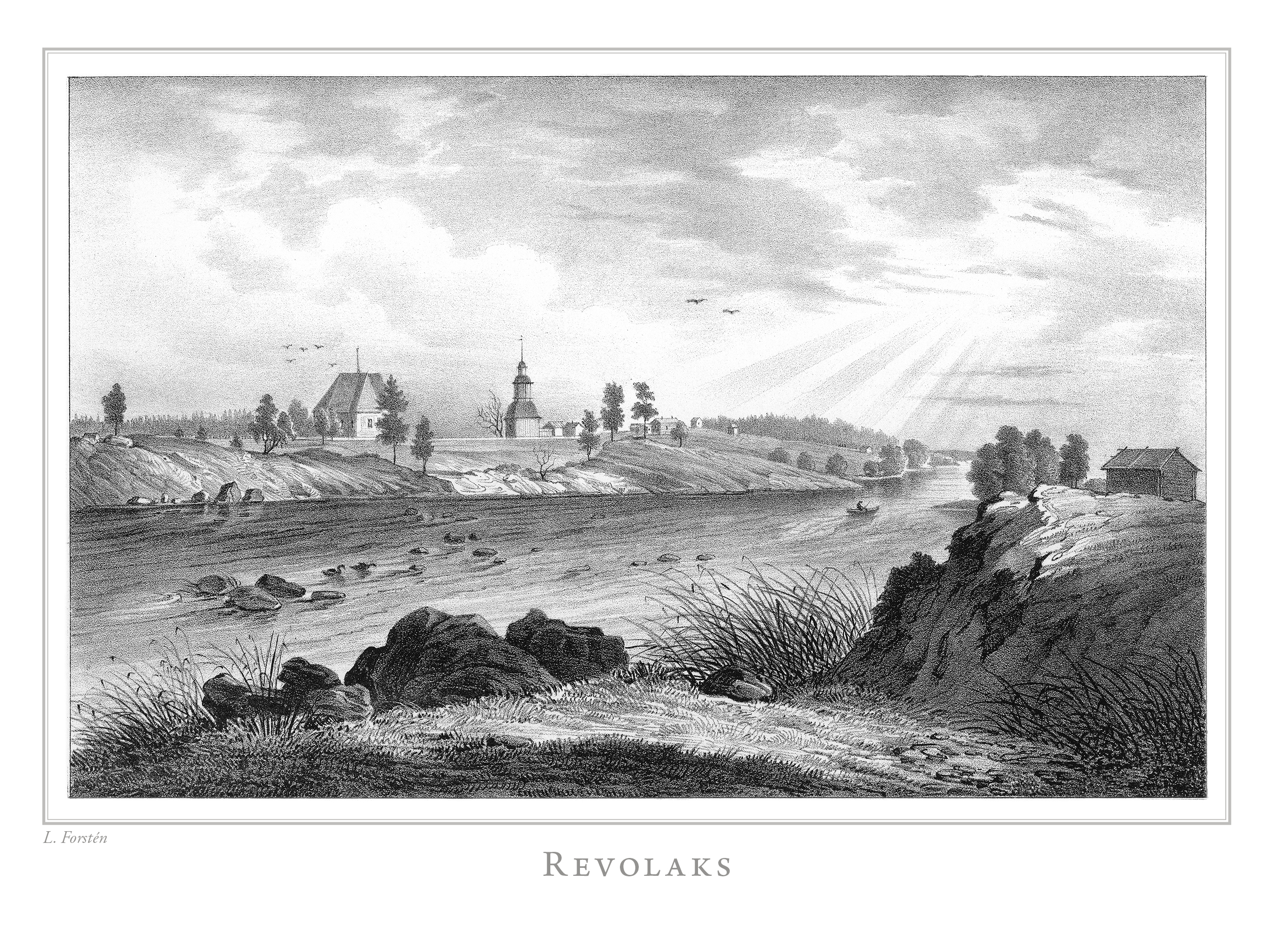
Litografi av Revolax i Finland framstäldt i teckningar utgiven 1845-1852.

Revolax [revå-] (finska: Revonlahti) är en före detta kommun i landskapet Norra Österbotten, Uleåborgs län. Kommunerna Revolax och Paavola sammanslogs den 1 januari 1973 till den nya kommunen Ruukki. Ruukki blev i sin tur den 1 januari 2007 en del av kommunen Siikajoki.

## Sevärdheter
- Revolax kyrka
- Revolax prästgård